# Smyrna
Smyrna a fost un vechi oraș din Grecia elenistică, Imperiul Roman și Imperiul Bizantin, ale cărui ruine se găsesc în prezent sud-vestul Turciei, în perimetrul orașului İzmir.

## Așezare geografică
Localizat într-un punct central și strategic pe coasta anatoliană a Mării Egee și ajutat de condițiile portuare avantajoase, cu ușurința apărării și a conexiunilor interioare bune, Smyrna a crescut până la proeminență înainte de epoca clasică.  

## Istoric
Se poate face distincție între așezarea preistorică, fondată în jurul secolului al XI-lea î.Hr., mai întâi ca o așezare aeoliană⁠(en)[traduceți], mai târziu preluată și dezvoltată în timpul perioadei arhaice de către ionieni și Smyrna propriu-zisă, fondată în jurul secolului al IV-lea î.Hr. de către diadohii Antigonus I și Lysimachos.